# Championnat du Lesotho de football 2015-2016
Navigation
Édition précédente Édition suivante
La saison 2015-2016 du Championnat du Lesotho de football est la quarante-septième édition du championnat de première division au Lesotho. Les quatorze équipes engagées sont regroupées au sein d'une poule unique où elles affrontent deux fois leurs adversaires, à domicile et à l'extérieur. En fin de saison, les deux derniers du classement sont relégués et remplacés par les deux meilleurs clubs de deuxième division.
C'est le Lioli FC, tenant du titre, qui remporte à nouveau la compétition cette saison après avoir terminé en tête du classement, avec un seul point d'avance sur Matlama FC et quinze sur le Lesotho Correctional Services. C'est le cinquième titre de champion du Lesotho de l'histoire du club.

## Participants
- Lesotho Defence Force FC
- Likhopo FC
- FC Kick 4 Life
- Lesotho Correctional Services
- Matlama FC
- Linare FC
- LMPS FC
- Lioli FC
- Bantu FC
- Liphakoe FC - Promu de D2
- Likila United
- Sundawana FC
- Roma Rovers - Promu de D2
- Mphatlalatsane FC

## Compétition

### Classement
Le classement est établi sur le barème de points classique : victoire à 3 points, match nul à 1, défaite à 0.
| Rang | Équipe                        | Pts | J  | G  | N  | P  | Bp | Bc | Diff |
| ---- | ----------------------------- | --- | -- | -- | -- | -- | -- | -- | ---- |
| 1    | Lioli FC'T'C                  | 59  | 26 | 17 | 8  | 1  | 40 | 11 | +29  |
| 2    | Matlama FC                    | 58  | 26 | 18 | 4  | 4  | 46 | 23 | +23  |
| 3    | Lesotho Correctional Services | 44  | 26 | 12 | 8  | 6  | 25 | 15 | +10  |
| 4    | Sundawana FC                  | 42  | 26 | 12 | 6  | 8  | 28 | 26 | +2   |
| 5    | Likhopo FC                    | 37  | 26 | 9  | 10 | 7  | 29 | 22 | +7   |
| 6    | FC Kick 4 Life                | 37  | 26 | 9  | 10 | 7  | 24 | 26 | -2   |
| 7    | Bantu FC                      | 36  | 26 | 10 | 6  | 10 | 28 | 22 | +6   |
| 8    | Lesotho Defence Force FC      | 34  | 26 | 8  | 10 | 8  | 24 | 22 | +2   |
| 9    | LMPS FC                       | 30  | 26 | 6  | 12 | 8  | 26 | 29 | -3   |
| 10   | Linare FC                     | 26  | 26 | 6  | 8  | 12 | 27 | 32 | -5   |
| 11   | Liphakoe FCP                  | 25  | 26 | 5  | 10 | 11 | 19 | 31 | -12  |
| 12   | Roma RoversP                  | 25  | 26 | 6  | 7  | 13 | 16 | 28 | -12  |
| 13   | Likila United                 | 20  | 26 | 5  | 5  | 16 | 18 | 37 | -19  |
| 14   | Mphatlalatsane FC             | 18  | 26 | 4  | 6  | 16 | 21 | 47 | -26  |

|  | Qualification pour la Ligue des champions de la CAF 2017                                |
|  | Relégation directe en deuxième division                                                 |
|  | T : Tenant du titre C : Vainqueur de la Coupe du Lesotho P : Promu de deuxième division |

## Bilan de la saison
| Championnat du Lesotho de football 2015-2016                        |                      |
| Champion                                                            | Lioli FC (5e titre)  |
| Coupes et trophées                                                  |                      |
| Vainqueur de la Coupe du Lesotho 2015-2016                          | Lioli FC             |
| Qualifications continentales                                        |                      |
| Ligue des champions de la CAF 2017                                  | Lioli FC             |
| Coupe de la confédération 2017                                      | Aucun                |
| Promotions et relégations                                           |                      |
| Promus en Championnat du Lesotho de football                        | Butha-Buthe Warriors |
| Promus en Championnat du Lesotho de football                        | Sky Batallion FC     |
| Relégués en Championnat du Lesotho de football de deuxième division | Likila United        |
| Relégués en Championnat du Lesotho de football de deuxième division | Mphatlalatsane FC    |